# 三宅石床
三宅 石床（みやけ の いわとこ）は、飛鳥時代の人物。姓は連。冠位は小錦下、贈大錦下。壬申の乱の大海人皇子（天武天皇）方の功臣。

## 出自
三宅氏（三宅連）は数流あるが、石床は新羅系渡来氏族に属し、その系統は新羅王子（昔氏）の天日槍の後裔とされる。

## 経歴
壬申の乱の勃発時、三宅石床は伊勢守であったと推測されている。大海人皇子はまず美濃国で兵を集めさせ、自らは24日に大和国の吉野宮を発って東に向かった。25日に伊勢国の鈴鹿郡に入ったところを、国司守三宅連石床らが出迎えた。石床のほかに、介の三輪子首、湯沐令の田中足麻呂、高田新家がいた。そこで500人の兵を発して、鈴鹿山道を封鎖した。以上が『日本書紀』の説明である。以後の三宅石床の活動は記載されないが、この他にも伊勢国から兵力が動員され、軍の一翼を担ったと考えられる。
『日本書紀』の該当部で石柚須は「国司守」とだけあって、どこの国の守なのか記されていない。場所が伊勢国でその国府近くであることから、伊勢国の守とするのが通説である。しかし、美濃の守ではないかとする説もある。これは、ともに出迎えた高田新家が美濃の主稲という役人だったことを記す記事が『続日本紀』にあることによる。これにより三宅・高田ら一行はみな美濃から来たと考えるのである。しかし書紀では美濃挙兵成功は三宅の出迎えの翌日に村国男依が報じたことになっており、もし三宅が美濃守で美濃の兵を連れてきたのだとしたら、三宅の報告があったはずで、そちらを記さず男依の報を書紀が取り上げた意図が解りにくい。
天武天皇9年（680年）7月23日に小錦下三宅連石床は死去。壬申の年の功により、大錦下の位を贈られた。